# غسان موسى كاظم
هو الطبيب غسان بن موسى بن عثمان آل شاكر، من عائلة شاكر أفندي البغدادية،  ولد في 6 ذي القعدة 1358 هـ/17 كانون الأول 1939 م، في مدينة بغداد. ولقد كان والده موسى كاظم بك إداري معروف قد شغل منصب (متصرف لواء) عدة ألوية في المملكة العراقية.

## حياته ودراسته
بدأ حياته الدراسية في مدرسة نجيب باشا الابتدائية، وتخرج منها بتفوق مما أهله للدخول في إعدادية كلية بغداد ثم تخرج بمعدل عال أهله للدخول إلى كلية الطب في جامعة بغداد، وتخرج منها عام 1965م، وعمل بصفة طبيب مقيم في أكثر من مستشفى وتدرب على الجراحة العامة وعمل في طب الباطنية والأطفال، وكانت أول عملية جراحية لهُ هي رفع الزائدة الدودية وكان في وقتها طبيب مقيم دوري، وأختص بجراحة وطب العيون، وتدرب في طب العيون في مستشفى الكرامة ثم في مستشفى سامراء، واستفاد أيضاً من خبرة خالهِ في علوم الطب والجراحة الطبيب سلمان فائق، ولهُ الكثير من الأعمال الجراحية الناجحة، وتم ترشيحه من قبل وزارة الصحة للتخصص في طب العيون من جامعة لندن، في انكلترا، وأكمل مدة الدراسة خلال سنة واحدة بدلاً من سنة ونصف وعمل طبيباً أثناء دراسته في لندن في مستشفى سانت بولز التعليمي، ثم عمل في مدينة ليفربول في مستشفى لطب العيون وحصل على شهادة تقديرية للفترة التي قضاها في الدراسة في لندن من 25 آب 1975 لغاية 31 تموز 1976م، وعاد بعدها إلى العراق، لكي يمارس اختصاصه في مستشفى النور في منطقة الشعلة في بغداد، وبعدها عمل في مستشفى ابن الهيثم التخصصي لجراحة العيون، ولمدة 11 عاماً، وأحيل على التقاعد لأصابته بمرض أرتفاع ضغط الدم، وتفرغ للعمل في عيادته الخاصة في منطقة الكرادة، وسافر إلى عدة بلدان وحاز على شهادات تقديرية في طب جراحة العيون، ولقد شارك في مؤتمرات دولية وعالمية في جراحة طب العيون، منها مؤتمر القاهرة في 28 آب 1994م، وكذلك مؤتمر مراكش. ولقد تزوج الطبيب غسان موسى في عام 1972م، ولهُ ثلاث بنات وولد واحد اسمه محمد.

## وفاته
أصيب غسان بمرض التهاب الكبد الفيروسي أواخر حياته وعانى منه لعدة أشهر، وسافر إلى أربيل للعلاج في مستشفاها حتى وافته المنية، وتوفي في 7 رمضان 1434 هـ/15 تموز 2013م، في محافظة أربيل، ونقل جثمانه في اليوم التالي إلى بغداد ودفن في مقبرة الخيزران قرب جامع الإمام الأعظم في حي الأعظمية.